# Asphondylia echii
Asphondylia echii är en tvåvingeart som först beskrevs av Friedrich Hermann Loew 1850.  Asphondylia echii ingår i släktet Asphondylia och familjen gallmyggor. Inga underarter finns listade i Catalogue of Life.